# Gossypium laxum
Gossypium laxum là một loài thực vật có hoa trong họ Cẩm quỳ. Loài này được L.Ll.Phillips mô tả khoa học đầu tiên năm 1972.